# Little Caprice
Little Caprice, pseudonimo di Markéta Štroblová (Brno, 26 ottobre 1988), è un'attrice pornografica ceca.

## Biografia e carriera pornografica
Markéta Štroblová è nata a Brno, in Repubblica Ceca, e ha studiato come nutrizionista ed ha lavorato nell'industria alimentare e nel settore alberghiero. 
Nel 2008 ha iniziato a lavorare nella pornografia, introdotta dal suo ragazzo di allora, che lavorava nel settore con l'agenzia Teenharbour. Non volendosi esibire con il suo vero nome, ha scelto come pseudonimo Caprice per l'originalità mentre Little perché sembrava più giovane della sua età.
Delusa dal lavoro e dalle persone con cui era venuta in contatto si era ritirata ed aveva svolto per un certo periodo l'attività di cameriera, salvo poi ritornare in attività dopo un breve tempo, lavorando questa volta soprattutto col sito MET Art. Nel 2011 ha sofferto di una grave insufficienza renale, che l'ha costretta ad un ricovero ospedaliero, ma da cui è completamente guarita. Ha tatuato un gatto sulla caviglia sinistra. 
Nel 2020 ha vinto il suo primo premio AVN Award for Female Foreign Performer of the Year, vincendone altri 5 nei successivi tre anni. Con 3 riconoscimenti come AVN Award for Female Foreign Performer of the Year ha eguagliato il record di vittorie alla pari delle college Katsuni e Anissa Kate. 

## Filmografia
- ATK Galleria 12: Amateur Cuties 2011
- ATK Galleria 13: Hottest Girls Next Door 2011
- Seventeen Collected Solo 2 2011
- Seventeen Collected Solo 5 2011
- Seventeen Collected Solo 6 2011
- Seventeen Collected Solo 8 2011
- Sweethearts from Europe 3 2011
- Sweethearts from Europe 4 2011
- Woodman Casting X 75 2011
- My Sexy Kittens 52 2011
- My Sexy Kittens 56 2011
- Russian Institute: Lesson 16: Lolitas 2011
- Sporty Teens 10 2011
- Teen Rebel 2011
- Woodman Casting X 87 2011
- Young And Curious 4 2011
- Little Darlings 2012
- My Sexy Kittens 65 2012
- Pretty Young Thing 2012
- Sweet Caprice 2012
- Sweethearts from Europe 8 2012
- Teenage Girl Squad 8 2012
- Young and Cute 2012
- Kamasutra 2013
- My Sweet Girls 1 2013
- Perfect Pure 2013
- Seventeen Collected Lesbian 12 2013
- Teenage Fantasies 6 2013
- Teeny Sportstars 1 2013
- Woodman Casting X 105 2013
- Brides 2014
- Dream Lovers 2014
- Lesbian Desires 2 2014
- Meet My Lover From Austria 2014
- Midnight Oil 2014
- Sweethearts Porn Tour 13 2014
- Sweethearts Porn Tour 8 2014
- Teeny Sportstars 3 2014
- Turn the Heat Up 2014
- Give It Up 2015
- In Love With Little Caprice 2015
- Lilys Firsttime Lesbian Loving 2015
- Lover's Lane 2015
- Submissive Seductions 2015
- Girls, Girls, Girls 2016
- Lover's Touch 2016
- Swingers Club 2016
- Touch Me (II) 2016
- Tiny Teen Threesomes 2016
- Sharing My Wife, Couples Retreat 2016
- Sexy Flexy Ballerina Teens 2016
- Perfect Threesomes 2 2016
- My Wife's Threesome Fantasy 2016
- Miss For a Mrs. 2016
- First Lesbian Summer 2016
- Girl Time 2017
- Couples Fantasies 2 2017

## Riconoscimenti

### AVN Awards
- 2020 – Female Foreign Performer of the Year[12]
- 2021 – Best Foreign - Shot All Girl Sex Scene per Tender Kiss Little Caprice and Liya Silver con Liya Silver[13]
- 2022 – International Female Performer of the Year[14]
- 2022 – Best International Group Sex Scene per Vibes 4 con Emily Willis, Apolonia Lapiedra e Alberto Blanco[15]
- 2022 – Best International Lesbian Sex Scene per Caprice Divas Luscious con Lottie Magne[16]
- 2023 - International Female Performer of the Year[17]
- 2023 - Best Foreign-Shot All-Girl Sex Scene per Wonder Woman con Agatha Vega[18]
- 2024 – Best International - Shot All Girl Sex Scene per Dollhouse 2 con Eva Elfie[19]
- 2024 – Best International Group Sex Scene per Newly Engaged Swingers con Rika Fane, Stanley Johnson e Marcello Bravo[20]